# Seznam luksemburških kolesarjev
Seznam luksemburških kolesarjev.

## D
- Laurent Didier
- Jean Diederich
- Jempy Drucker

## E
- Marcel Ernzer

## F
- François Faber
- Nicolas Frantz

## G
- Ben Gastauer
- Charly Gaul

## J
- Elsy Jacobs
- Benoît Joachim
- Bob Jungels

## K
- Willy Kemp
- Kim Kirchen

## M
- Christine Majerus

## P
- Christian Poos

## S
- Andy Schleck
- Fränk Schleck

## T
- Tom Thill